# Bankovní identita
Bankovní identita neboli Bank iD je zabezpečená digitální identita, způsob autorizované elektronické komunikace občana s úřady nebo klienta s různými komerčními poskytovateli služeb například v bankovnictví, pojišťovnictví, telekomunikacích, energetice nebo v prodeji přes internet. Jde o nejrozšířenější způsob elektronické identifikace v Česku, který již využívají 4 miliony lidí a každým rokem toto číslo výrazně roste.
Umožňuje ověřený přístup ke službám eGovernmentu a komerčních poskytovatelů služeb pomocí přístupových údajů pro internetové bankovnictví. Systém pracuje s principem již jednou ověřené identity (takzvaná federovaná identita). Internetové bankovnictví využívá naprostá většina dospělé populace České republiky a ti tak prostřednictvím bankovní identity mají snadný přístup k některým svým úředně schraňovaným údajům a datům, a dále možnost autorizované online komunikace se státními i krajskými úřady, městy i obcemi a komerčními subjekty. Použití Bank iD je možné i mimo čistě online komunikaci například při vstupu do fyzických prodejen mimo jejich běžnou otevírací dobu nebo při ověření totožnosti na bankovních pobočkách.
Evropské nařízení eIDAS definuje klíčový pojem prostředek pro elektronickou identifikaci, a to v čl. 3 bodu 2 jako „hmotnou či nehmotnou jednotku obsahující osobní identifikační údaje, která se používá k autentizaci pro účely online služby.“

## Jednotlivé země

### Česká republika

#### Historie
- 2017 - 2018 – Některé české banky v rámci svého otevřeného bankovnictví začínají poskytovat digitální služby ověření identity klientů[7] vybraným partnerům pomocí otevřených rozhraní API, mezi nimi i Česká spořitelna, Komerční banka a ČSOB.
- červenec 2018 – Tři největší české banky – Komerční banka, ČSOB a Česká spořitelna – začaly diskutovat novou etapu rozvoje otevřeného bankovnictví svých digitálních platforem v oblasti digitální identity a vytvořily společnou pracovní skupinu pro vytvoření jednotného českého národního konceptu bankovní identity (Bank ID). Inspirací jim byla podobná již existující schémata zejména ze severských zemí.
- 2019 – Pod pracovním názvem „BankID“ byl pod záštitou České bankovní asociace spuštěn projekt pro přípravu Bank iD. Podařilo se prosadit určité legislativní úpravy (změna zákona o bankách, zákona AML).
- 15. září 2020 – Tři největší české banky – Komerční banka, ČSOB a Česká spořitelna – oznámily vznik společného podniku Bankovní identita, a.s.[8] dnes známého pod značkou Bank iD. Bank iD byla založena s otevřenou vizí a rovnými pravidly pro všechny banky na českém trhu bez ohledu na jejich velikost či cokoliv jiného. To potvrdilo záhy i přistoupení většiny bank na českém trhu k tomuto nově vzniklému digitálnímu standardu. Vyhlášeným záměrem bylo:
  - Bank iD bude v České republice poskytovat služby elektronické identifikace a elektronického podpisu na základě digitálních identit klientů bank, používaných například při přihlašování do internetového bankovnictví nebo pro vzdálenou komunikaci s bankou.
  - Bank iD bude poskytovat služby pro poskytovatele digitálních služeb z řad veřejných institucí i soukromých podniků.
  - Jde o důležitý krok v digitalizaci české společnosti a rozvoji e-governmentu, který má plnou podporu veřejných institucí. Navazuje na legislativní změny, které umožnily bankám poskytovat Identifikační služby.
  - Všechny banky a pobočky zahraničních bank registrované v České republice se mohou účastnit poskytování Identifikačních služeb v pozici poskytovatele identity, a to na základě rovných a transparentně zveřejněných podmínek.
- 1. 1. 2021 – Službu Bank iD spustily Komerční banka, ČSOB a Česká spořitelna. Pomocí bankovní identity může fyzická osoba získat informace o sobě z různých státních registrů (ISVS).
- 1. 1. 2023 – Dle návrhu zákona měla být automaticky zřízena, počínaje 1. ledna 2023, datová schránka každému občanu ČR, který použije pro přihlášení ke službám státu některý prostředek elektronické evidence, tedy i bankovní identitu.[9][10] "Nakonec ovšem vláda na nátlak veřejnosti zbrzdila a povinnost mít datovou schránku pro nepodnikající osoby zrušila," uvádí advokát Ondřej Preuss, zakladatel webu DostupnýAdvokát.cz.[11]
- leden 2024 – Bank iD se stalo standardem českých digitálních služeb. Oznámilo[12] tyto výsledky:
  - Počet uživatelů Bank iD překročil 4 miliony
  - Téměř 5 x za rok 2023 využili uživatelé svou bankovní identitu
  - 15 milionu transakcí v portálech státní správy a 4 miliony transakcí u firem a institucí za rok 2023
  - Celkově má bankovní identitu dostupnou 6 milionu občanů u deseti bank

#### Možnosti a fungování
Bankovní identita umožňuje elektronickou identifikaci a podepisování dokumentů na dálku, a to jak mezi soukromými subjekty, tak s orgány veřejné moci. Podle Bankovní asociace může mít, díky založenému elektronickému bankovnictví, bankovní identitu přibližně pět a půl milionů klientů českých bank. Služby bankovní identity poskytnou banky svým klientům často automaticky a zdarma. Banky mají nově přístup k základním registrům, prostřednictvím kterých si mohou za splnění zákonem stanovených podmínek ověřit identitu klienta nebo to, zda jsou jeho informace vedené u banky aktuální. Využívání bankovní identity je zcela dobrovolné.
Státní služby:
- informace z katastru nemovitostí (Portál občana)
- informace z registru řidičů (Portál občana)
- založení datové schránky (Portál občana)
- archivace datových zpráv (Portál občana
- výpis bodového hodnocení řidiče (Portál občana)
- výpis z živnostenského rejstříku (Portál občana)
- výpis z Rejstříku trestů (Portál občana)
- potvrzení o studiu (Portál občana)
- přístup k portálům obcí a krajů (Portál občana)
- formuláře v portálu vaší obce (Portál občana (rozcestník))
- informace o pracovní neschopnosti (eportál ČSSZ)
- přehled o důchodovém pojištění (eportál ČSSZ)
- daňové přiznání (Daňový portál Finanční správy)
- vyřízení živnostenského oprávnění (Portál MPO – JRF)
- potvrzení bezdlužnosti (Daňový portál Finanční správy; eportál ČSSZ)
- od ledna 2024 registrace do aplikace eDoklady

Firemní služby:
- Alza – ověření identity žadatelů o službu Alza Třetinka
- Adulto.cz - ověření věku při prodeji tabákových výrobků
- Centrální depozitář cenných papírů – výpis cenných papírů z nezařazeného účtu
- COOP – vstup do vybraných prodejen mimo otevírací dobu
- Generali Česká pojišťovna – aktivace klientské zóny
- Seznam.cz – ověřování identity uživatelů v online diskusích
- Zdravotní pojištění – aktivace klientské všech zdravotních pojišťoven

Bankovní identitu poskytuje 9 českých bank (Česká spořitelna, Československá obchodní banka, Air Bank, Komerční banka, MONETA Money Bank, Raiffeisenbank, UniCredit Bank Czech Republic and Slovakia, FIO banka a mBank) které jsou zároveň akcionáři společnosti se stejným názvem. Air Bank, Fio banka a MONETA původné založily vlastní Alianci pro bankovní identitu, ale nakonec se připojily ke stejnému projektu.
Bank iD bude firmám vždy poskytovat jméno, příjmení, telefon, e-mail a případně (podle zvoleného produktu) i adresy, datum narození, tituly, pohlaví, rodné číslo, místo narození, stav, doklad, právní status, bankovní účet.
Pokud banka klienta Bankovní identitu vůbec nenabízí, je možno použít náhradní řešení: Některé další banky totiž umožňují vytvořit a používat Bankovní identitu i bez nutnosti mít u nich účet či využívat další jejich služby. Jedná se např. o Českou Spořitelnu, ČSOB nebo Komerční banku.

### Švédsko
Systém Bank-id je zdaleka největším systémem elektronické identifikace ve Švédsku s mírou využití 94% mezi uživateli smartphonů a je spravován společností Finansiell ID-Teknik BID AB, kterou vlastní několik švédských a skandinávských bank. V březnu 2018 měla Bank-id asi 6,5 milionů aktivních uživatelů a byla podporována 600 webovými službami. Bank-id mohou získat pouze osoby se švédským osobním identifikačním číslem.
Bank-id existuje v následujících variantách:
- Bank-id v souboru (v počítači)
- Bank-id na kartě (připojené k zařízení s tokenem)
- Mobile Bank-id (mobilní řešení)
- Bank-id v mobilu (řešení založené na SIM kartě)

## Podpis
S Bank ID je spojený zaručený elektronický podpis nazvaný Bank ID SIGN. Tento podpis umožňuje každému s bankovní identitou podepsat dokument elektronicky. Není nutné o tuto funkci zvlášť žádat; je automaticky součástí služby Bank ID. Pro úspěšné použití tohoto elektronického podpisu musí protistrana, například firma, podporovat službu Bank ID SIGN. Tento typ elektronického podpisu ovšem není kvalifikovaný.

## Kritika
Bezpečnostní riziko bankovní identity spočívá v tom, že spojuje bankovní služby s dalšími databázemi a portály s citlivými údaji. Útočníkovi se tedy může snadněji povést zmást uživatele e-Governmentu, protože uživatel si nemůže ověřit, zda jde o Národní bod pro identifikaci a autentizaci.
Obecně platí, že s vyšším počtem identit občana roste pravděpodobnost, že některá selže.